# Badou Ndiaye
 Papa Alioune Ndiaye (Dakar, Senegal, 27 de octubre de 1990) es un futbolista senegalés que juega de centrocampista en el Gaziantep F. K. de la Superliga de Turquía.

## Clubes
| Club                            | País           | Año       |
| ------------------------------- | -------------- | --------- |
| Diambars                        | Senegal        | 2008-2013 |
| F. K. Bodø/Glimt (cedido)       | Noruega        | 2012      |
| F. K. Bodø/Glimt                | Noruega        | 2013-2015 |
| Osmanlıspor F. K.               | Turquía        | 2015-2016 |
| Galatasaray S. K.               | Turquía        | 2016-2018 |
| Stoke City F. C.                | Inglaterra     | 2018-2021 |
| Galatasaray S. K. (cedido)      | Turquía        | 2018-2019 |
| Trabzonspor (cedido)            | Turquía        | 2020      |
| Fatih Karagümrük S. K. (cedido) | Turquía        | 2020-2021 |
| Al-Ain F. C. (cedido)           | Arabia Saudita | 2021      |
| Aris Salónica F. C.             | Grecia         | 2021-2022 |
| Adana Demirspor                 | Turquía        | 2022-2024 |
| Pendikspor                      | Turquía        | 2024      |
| Gaziantep F. K.                 | Turquía        | 2024-     |

## Palmarés

### Títulos nacionales
| Título               | Club              | País    | Año  |
| -------------------- | ----------------- | ------- | ---- |
| Copa de Turquía      | Galatasaray S. K. | Turquía | 2019 |
| Superliga de Turquía | Galatasaray S. K. | Turquía | 2019 |
| Copa de Turquía      | Trabzonspor       | Turquía | 2020 |